# Le Christ mort (de Champaigne)
Pour les articles homonymes, voir Le Christ mort.
Le Christ mort est un tableau réalisé par le peintre français Philippe de Champaigne en 1650-1654. De format horizontal, cette huile sur bois est une peinture chrétienne qui représente Jésus-Christ étendu mort devant un fond noir, au terme de sa Passion.

## Description
Aperçu par son côté droit, représenté en grandeur nature, il gît dans son tombeau sur un linceul blanc maculé du sang de ses blessures, avec la Sainte Couronne posée près de sa tête, dans l'angle inférieur gauche de la composition. 

## Sources et influences

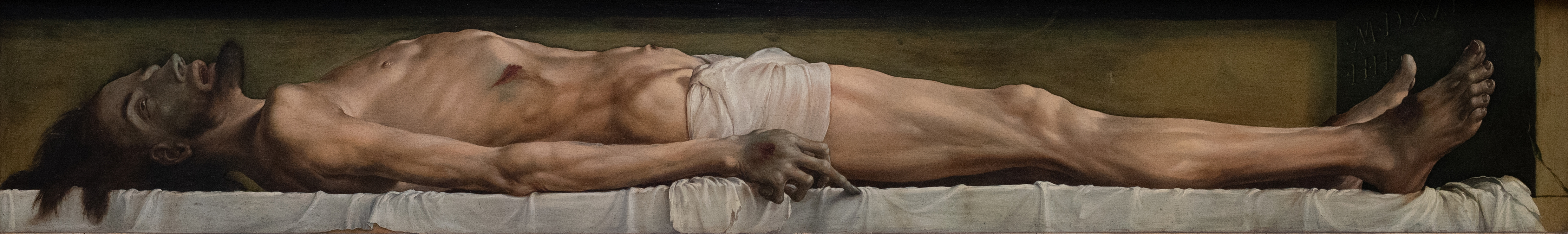
Le Corps du Christ mort dans la tombe
1521, Bâle

Cette dernière rappelle celle du Christ mort d'Hans Holbein le Jeune, à laquelle l'artiste adjoint ici une inscription en latin, feinte en gravure sur le sol de pierre, une citation de l'Épître aux Romains :
« Quicumque baptizati sumus dans Christo Jesu, dans morte ipsius baptizati sumus. 
Consepulti enim sumus illo per baptismum dans mortem.Romanorum.6.v.3 et 4 »

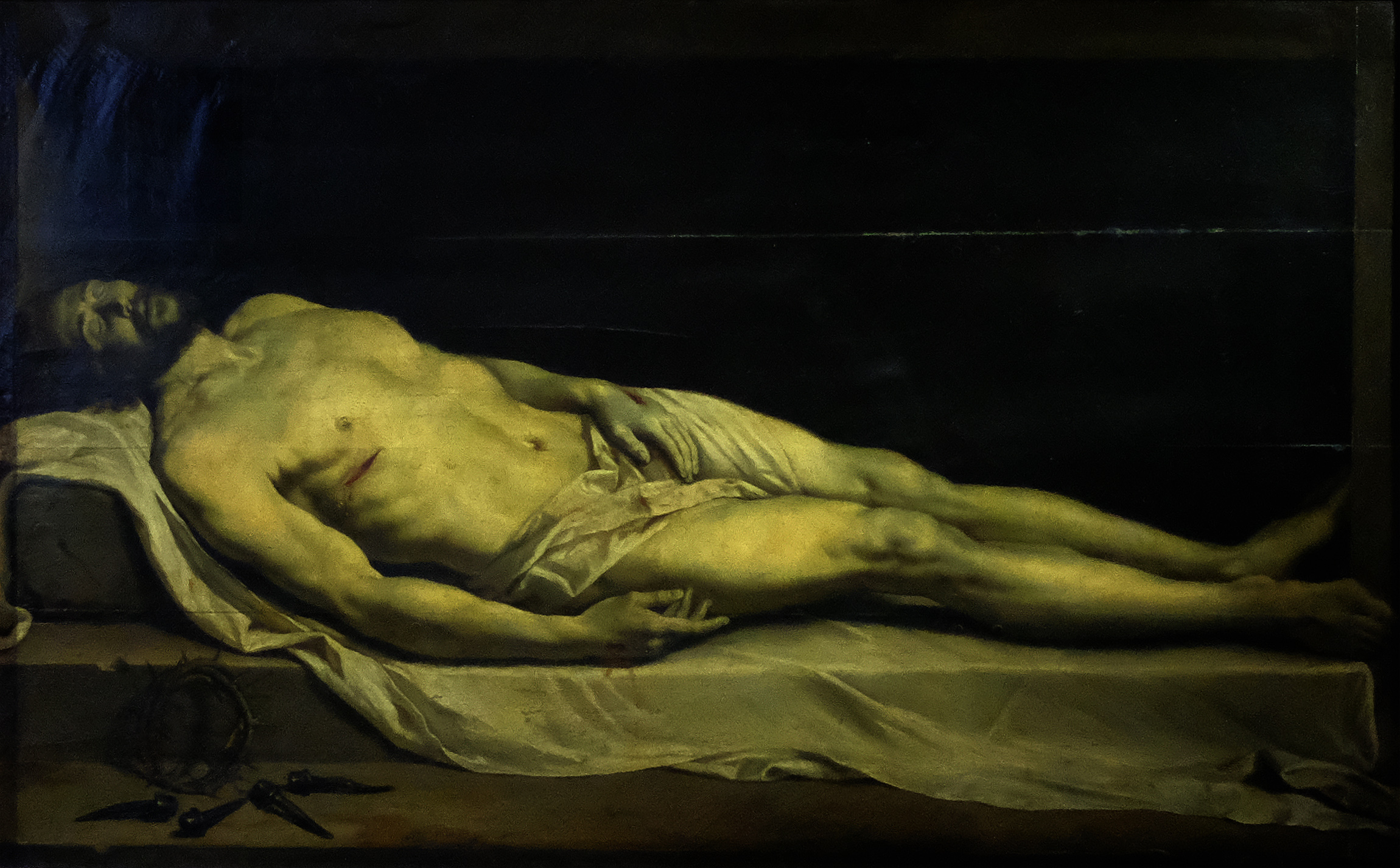
Le Christ mort, anonyme XVIIe siècle.

On peut voir une influence du tableau de Philippe de Champaigne dans Le Christ mort de l'Église Saint-Médard de Paris, daté du XVIIe siècle et parfois attribué à l'atelier du peintre.

## Histoire du tableau
Donnée par son neveu Jean-Baptiste de Champaigne à Port-Royal des Champs, l'œuvre est transférée à l'abbaye de Port-Royal de Paris, à Paris, en 1710. Saisie révolutionnaire, elle est conservée depuis 1793 au musée du Louvre.